# Чичо Бен
Бенджамин „Бен“ Паркър (на английски: Benjamin "Ben" Parker), обикновено наричан чичо Бен, е поддържащ персонаж в историите за Спайдър-Мен. Създаден е от писателя Стан Лий и художника Стив Дитко. Първата му поява е в Amazing Fantasy, бр. 15 през август 1962 г.